# 華仲賢
華仲賢（1439年—？），字廷佐，湖廣黃州府蘄州人，軍籍，明朝政治人物。進士出身。

## 生平
早年出身國子生，后舉天順三年（1459年）己卯科湖廣鄉試第七十五名。成化十一年（1475年）乙未科會試第一百四十六名，殿試登進士第三甲第八十八名。历官刑部郎中，二十三年（1487年）任常州府知府，弘治八年（1495年）五月升广东布政司右参政，十三年九月升四川右布政使，十四年九月升福建左布政使，十八年正月以考察致仕。

## 家族
曾祖父華文郁，曾任主簿。祖父華敬。父亲華玒。母陳氏。重庆下。弟仲誠、仲文。娶陳氏。子華巒，成化丁未进士。